# Chwiejak

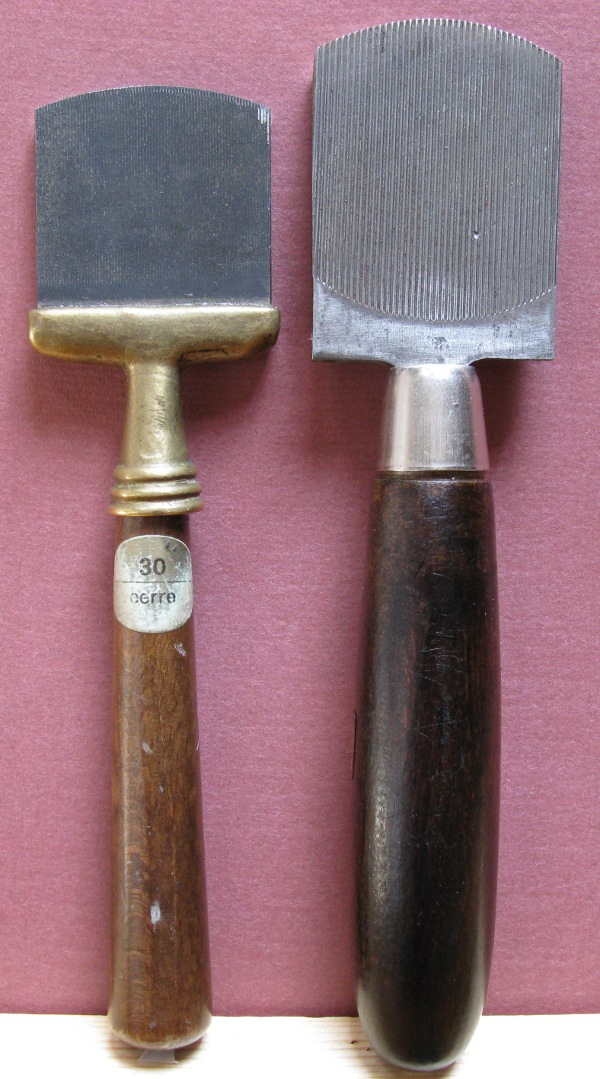
Chwiejaki.

Chwiejak – stalowe narzędzie stosowane w technikach graficznych. Jest to łukowato zakrzywione, zębate ostrze osadzone na trzonku. Chwiejak używany jest głównie przy mezzotincie – siecze metalową płytę przyłożony do niej pionowo i rytmicznie wychylany na boki.